# Momisis submonticola
Momisis submonticola är en skalbaggsart som beskrevs av Stefan von Breuning 1968. Momisis submonticola ingår i släktet Momisis och familjen långhorningar.
Artens utbredningsområde är Laos. Inga underarter finns listade i Catalogue of Life.